# Acropora appressa
Acropora appressa е вид корал от семейство Acroporidae. Видът е почти застрашен от изчезване.

## Разпространение и местообитание
Разпространен е в Джибути, Йемен, Кения, Коморски острови, Мавриций, Мадагаскар, Майот, Мозамбик, Оман, Реюнион, Сейшели, Сомалия, Танзания и Южна Африка.
Обитава крайбрежията на океани, морета, заливи и рифове.

## Описание
Популацията на вида е намаляваща.